# Microsepsis steyskali
Microsepsis steyskali är en tvåvingeart som först beskrevs av Ozerov 1993.  Microsepsis steyskali ingår i släktet Microsepsis och familjen svängflugor. Inga underarter finns listade i Catalogue of Life.